# TeamXbox
TeamXbox fue un sitio web de videojuegos dedicados a las plataformas de Xbox, Xbox 360 y Xbox One de Microsoft. Aunque la mayoría de los contenidos estaban relacionados con Xbox, el sitio de vez en cuando cubría la tecnología en general y otras noticias de videojuegos.
TeamXbox fue fundada en 2000 por Brent "Shockwave" Soboleski y Steve "Bart" Barton. En 2001, Barton, y Soboleski Sol Najimi, de MSXbox, acordó fusionar los foros MSXbox con el sitio de noticias TeamXbox para crear uno de los mayores sitios de fanes de Xbox centrado. El conglomerado de medios IGN Entertainment, Inc. compró TeamXbox en 2003,  que a su vez fue comprada por News Corporation en 2005.
Las actualizaciones regulares cesaron en agosto de 2012.